# جم آدریان
جم آدریان (ترکی استانبولی: Cem Adrian؛ زادهٔ ۳۰ نوامبر ۱۹۸۰) موسیقی‌دان اهل ترکیه است. وی از سال ۲۰۰۳ میلادی تاکنون مشغول فعالیت بوده‌است.